# Rick Keller
Richard „Rick“ Keller (* 4. August 1961 in Syracuse, New York) ist ein amerikanischer Jazzmusiker (Alt-, Tenor- und Sopransaxophon).

## Leben und Wirken
Keller begann im Alter von elf Jahren mit dem Saxophonunterricht. Bereits mit 14 Jahren begann er, an staatlichen und nationalen Jazzwettbewerben teilzunehmen, was zu Auftritten mit schulischen und professionellen Big Bands führte. Zwischen 1979 und 1983 studierte er an der University of Miami, wo er mit den Ensembles der Jazzabteilung auftrat und vom Down Beat ausgezeichnet wurde.
Keller startete seine Karriere als Musiker 1983 in München. Er spielte in der Bigband von Al Porcino und in Brüning von Altens Sunrise Orchestra. Mit Wolfgang Schmid und Wolfgang Haffner bildete er das Fusiontrio The Kick, das ab 1987 tourte und mehrere Alben vorlegte. Charly Antolini holte ihn in sein Septett (Wow!!!). Weiterhin arbeitete er mit Pete York (Super Drumming), Peter Wölpl, Christian Stock, Carola Grey, Barbara Dennerlein, Torsten Goods und Christoph Stiefel. Er trat auf dem North Sea Jazz Festival, aber auch in Japan auf. 1998 präsentierte er sein Quartett auf dem Canary Islands Jazz Festival. Daneben arbeitete er als Studiomusiker, ging aber auch mit Udo Jürgens auf Tournee.
Seit 2001 lebte Keller in Los Angeles, wo er mit Chris Walden, mit Steve Huffsteter und dem Budman/Levy Orchestra aufnahm. Seit 2016 lebt er in Las Vegas, wo er als Hochschullehrer an der University of Nevada lehrt. Weiterhin arbeitete er mit Lady Gaga und Jon Secada.

## Diskographische Hinweise
- Romantic Saxophone Bestsellers (Koch Records International 1988)
- Jeff Wohlgenannt, Rick Keller, Malcolm Green, Dejan Pečenko, Laszlo Spiro, Heinz Lieb: Relax (Berton Records 1988)
- One Take (Rosebowl 1997)
- Pete York Jazz All Stars with Alan Barnes, Roy Williams, Wolfgang Dalheimer, Harvey Weston & Rick Keller: Live & Swinging (Nagel-Heyer Records 2003)
- Groove Junkies Presents Rick Keller: Black Man in the White House (Morehouse Records 2008)